# Associazione Sportiva Lucchese Libertas 2007-2008
Questa voce raccoglie le informazioni riguardanti l'Associazione Sportiva Lucchese Libertas nelle competizioni ufficiali della stagione 2007-2008.

## Stagione
Nella stagione 2007-2008 la Lucchese ha disputato il trentacinquesimo campionato di terza serie della sua storia (campionato di serie C1 girone B).

## Rosa
| N. |                    | Ruolo | Calciatore           |
| -- | ------------------ | ----- | -------------------- |
|    | Italia (bandiera)  | P     | Paolo Castelli       |
|    | Italia (bandiera)  | P     | Massimo Gazzoli      |
|    | Francia (bandiera) | P     | Mathieu Moreau       |
|    | Italia (bandiera)  | D     | Maikol Benassi       |
|    | Italia (bandiera)  | D     | Riccardo Bolzan      |
|    | Italia (bandiera)  | D     | Tommaso Dei          |
|    | Italia (bandiera)  | D     | Giulio Donati        |
|    | Italia (bandiera)  | D     | Nicholas Guidi       |
|    | Italia (bandiera)  | D     | Gianluca Nocentini   |
|    | Monaco (bandiera)  | D     | Francesco Renzetti   |
|    | Italia (bandiera)  | D     | Gianluca Zanetti     |
|    | Italia (bandiera)  | D     | Matteo Bonatti       |
|    | Italia (bandiera)  | D     | Francesco Cangi      |
|    | Italia (bandiera)  | D     | Enrico Morello       |
|    | Italia (bandiera)  | D     | Daniele Chiarini     |
|    | Marocco (bandiera) | D     | Karim Azizou         |
|    | Italia (bandiera)  | D     | Lorenzo Collacchioni |

| N. |                      | Ruolo | Calciatore          |
| -- | -------------------- | ----- | ------------------- |
|    | Italia (bandiera)    | C     | Stefano Bono        |
|    | Italia (bandiera)    | C     | Mauro Briano        |
|    | Italia (bandiera)    | C     | Domenico De Simone  |
|    | Italia (bandiera)    | C     | Antonio Magnani     |
|    | Italia (bandiera)    | C     | Manuel Scalise      |
|    | Italia (bandiera)    | C     | Stefano Bellè       |
|    | Italia (bandiera)    | C     | Ivan Castiglia      |
|    | Danimarca (bandiera) | C     | Nicki Bille Nielsen |
|    | Italia (bandiera)    | C     | Francesco Zizzari   |
|    | Italia (bandiera)    | C     | Flavio Giampieretti |
|    | Italia (bandiera)    | A     | Alberto Bertolini   |
|    | Italia (bandiera)    | A     | Luca Bonfanti       |
|    | Italia (bandiera)    | A     | Lorenzo Bruni       |
|    | Italia (bandiera)    | A     | Giuseppe Giglio     |
|    | Italia (bandiera)    | A     | Simone Masini       |
|    | Italia (bandiera)    | A     | Giovanni Cipolla    |
|    | Italia (bandiera)    | A     | Saverio Guarinello  |
|    | Italia (bandiera)    | A     | Christian Cesaretti |

## Risultati

### Campionato

#### Girone di andata
| Lucca 26 agosto 2007 1ª giornata | Lucchese | 1 – 1 | Crotone | Stadio Porta Elisa |

| Pescara 3 settembre 2007 2ª giornata | Pescara | 0 – 3 | Lucchese | Stadio Adriatico |

| Ancona 9 settembre 2007 3ª giornata | Ancona | 2 – 0 | Lucchese | Stadio Del Conero |

| Lucca 16 settembre 2007 4ª giornata | Lucchese | 2 – 0 | Martina | Stadio Porta Elisa |

| San Giovanni Valdarno 24 settembre 2007 5ª giornata | Sangiovannese | 1 – 1 | Lucchese | Stadio Virgilio Fedini |

| Lucca 30 settembre 2007 6ª giornata | Lucchese | 0 – 2 | Salernitana | Stadio Porta Elisa |

| San Benedetto del Tronto 8 ottobre 2007 7ª giornata | Sambenedettese | 1 – 0 | Lucchese | Stadio Riviera delle Palme |

| Lucca 14 ottobre 2007 8ª giornata | Lucchese | 2 – 1 | Gallipoli | Stadio Porta Elisa |

| Castellammare di Stabia 21 ottobre 2007 9ª giornata | Juve Stabia | 1 – 1 | Lucchese | Stadio Romeo Menti |

| Lucca 29 ottobre 2007 10ª giornata | Lucchese | 0 – 2 | Massese | Stadio Porta Elisa |

| Potenza 1 novembre 2007 11ª giornata | Potenza | 2 – 2 | Lucchese | Stadio Alfredo Viviani |

| Lucca 5 novembre 2007 12ª giornata | Lucchese | 3 – 1 | Arezzo | Stadio Porta Elisa |

| Perugia 12 novembre 2007 13ª giornata | Perugia | 0 – 0 | Lucchese | Stadio Renato Curi |

| Lucca 18 novembre 2007 14ª giornata | Lucchese | 0 – 0 | Taranto | Stadio Porta Elisa |

| Lanciano 25 novembre 2007 15ª giornata | Lanciano | 0 – 1 | Lucchese | Stadio Guido Biondi |

| Lucca 3 dicembre 2007 16ª giornata | Lucchese | 2 – 1 | Sorrento | Stadio Porta Elisa |

| Pistoia 9 dicembre 2007 17ª giornata | Pistoiese | 2 – 3 | Lucchese | Stadio Marcello Melani |

#### Girone di ritorno
| Crotone 27 gennaio 2008 18ª giornata | Crotone | 2 – 1 | Lucchese | Stadio Ezio Scida |

| Lucca 23 dicembre 2007 19ª giornata | Lucchese | 2 – 1 | Pescara | Stadio Porta Elisa |

| Lucca 14 gennaio 2008 20ª giornata | Lucchese | 1 – 1 | Ancona | Stadio Porta Elisa |

| Martina Franca 21 gennaio 2008 21ª giornata | Martina | 1 – 2 | Lucchese | Stadio Giuseppe Domenico Tursi |

| Lucca 3 febbraio 2008 22ª giornata | Lucchese | 1 – 1 | Sangiovannese | Stadio Porta Elisa |

| Salerno 10 febbraio 2008 23ª giornata | Salernitana | 1 – 1 | Lucchese | Stadio Arechi |

| Lucca 17 febbraio 2008 24ª giornata | Lucchese | 2 – 1 | Sambenedettese | Stadio Porta Elisa |

| Gallipoli 24 febbraio 2008 25ª giornata | Gallipoli | 0 – 0 | Lucchese | Stadio Antonio Bianco |

| Lucca 10 marzo 2008 26ª giornata | Lucchese | 0 – 0 | Juve Stabia | Stadio Porta Elisa |

| Massa 16 marzo 2008 27ª giornata | Massese | 1 – 1 | Lucchese | Stadio degli Oliveti |

| Lucca 22 marzo 2008 28ª giornata | Lucchese | 1 – 0 | Potenza | Stadio Porta Elisa |

| Arezzo 31 marzo 2008 29ª giornata | Arezzo | 0 – 0 | Lucchese | Stadio Città di Arezzo |

| Lucca 6 aprile 2008 30ª giornata | Lucchese | 1 – 1 | Perugia | Stadio Porta Elisa |

| Taranto 13 aprile 2008 31ª giornata | Taranto | 2 – 0 | Lucchese | Stadio Erasmo Iacovone |

| Lucca 20 aprile 2008 32ª giornata | Lucchese | 2 – 0 | Virtus Lanciano | Stadio Porta Elisa |

| Sorrento 27 aprile 2008 33ª giornata | Sorrento | 0 – 0 | Lucchese | Stadio Italia |

| Lucca 4 maggio 2008 34ª giornata | Lucchese | 0 – 1 | Pistoiese | Stadio Porta Elisa |

### Coppa Italia

#### Fase eliminatoria a gironi

##### Girone K
| Squadra            | P.ti | G | V | N | P | GF | GS | DR |
| ------------------ | ---- | - | - | - | - | -- | -- | -- |
| 1. Pistoiese       | 10   | 4 | 3 | 1 | 0 | 7  | 3  | +4 |
| 2. Lucchese        | 10   | 4 | 3 | 1 | 0 | 5  | 2  | +3 |
| 3. Prato           | 6    | 4 | 2 | 0 | 2 | 7  | 5  | +2 |
| 4. Castelnuovo     | 3    | 4 | 1 | 0 | 3 | 2  | 4  | -2 |
| 5. Fortis Juventus | 0    | 4 | 0 | 0 | 4 | 3  | 10 | -7 |

| 19 agosto 2007 1ª giornata                                            | Fortis Juventus | 1 – 2                | Lucchese |  |
| \| \| \| \| \| Chiuchiolo 27’ \| Marcatori \| 15’ Bellè 77’ Masini \| |                 |                      |          |  |
|                                                                       |                 |                      |          |  |
| Chiuchiolo 27’                                                        | Marcatori       | 15’ Bellè 77’ Masini |          |  |

| 29 agosto 2007 3ª giornata                               | Lucchese  | 1 – 1       | Pistoiese |  |
| \| \| \| \| \| Zizzari 6’ \| Marcatori \| 23’ Calabro \| |           |             |           |  |
|                                                          |           |             |           |  |
| Zizzari 6’                                               | Marcatori | 23’ Calabro |           |  |

| 5 settembre 2007 4ª giornata                          | Prato     | 0 – 1               | Lucchese |  |
| \| \| \| \| \| \| Marcatori \| 57’ (rig.) Bonfanti \| |           |                     |          |  |
|                                                       |           |                     |          |  |
|                                                       | Marcatori | 57’ (rig.) Bonfanti |          |  |

| 12 settembre 2007 5ª giornata                 | Lucchese  | 1 – 0 | Castelnuovo |  |
| \| \| \| \| \| Morello 15’ \| Marcatori \| \| |           |       |             |  |
|                                               |           |       |             |  |
| Morello 15’                                   | Marcatori |       |             |  |

#### Fase ad eliminazione diretta

##### Sedicesimi di finale
| 21 novembre 2007 Andata | Viareggio | 0 – 0 | Lucchese |  |

| 28 novembre 2007 Ritorno                                              | Lucchese  | 1 – 2                   | Viareggio |  |
| \| \| \| \| \| Bonfanti 1’ \| Marcatori \| 45+2’ Fiale 81’ Rovella \| |           |                         |           |  |
|                                                                       |           |                         |           |  |
| Bonfanti 1’                                                           | Marcatori | 45+2’ Fiale 81’ Rovella |           |  |

## Statistiche

### Statistiche di squadra
| Competizione         | Punti | In casa | In casa | In casa | In casa | In casa | In casa | In trasferta | In trasferta | In trasferta | In trasferta | In trasferta | In trasferta | Totale | Totale | Totale | Totale | Totale | Totale | DR |
| Competizione         | Punti | G       | V       | N       | P       | Gf      | Gs      | G            | V            | N            | P            | Gf           | Gs           | G      | V      | N      | P      | Gf     | Gs     | DR |
| -------------------- | ----- | ------- | ------- | ------- | ------- | ------- | ------- | ------------ | ------------ | ------------ | ------------ | ------------ | ------------ | ------ | ------ | ------ | ------ | ------ | ------ | -- |
| Serie C1             | 51    | 17      | 8       | 6       | 3       | 20      | 14      | 17           | 4            | 9            | 4            | 16           | 16           | 34     | 12     | 15     | 7      | 36     | 30     | +6 |
| Coppa Italia Serie C |       | 3       | 1       | 1       | 1       | 3       | 3       | 3            | 2            | 1            | 0            | 3            | 1            | 6      | 3      | 2      | 1      | 6      | 4      | +2 |
| Totale               | -     | 20      | 9       | 7       | 4       | 23      | 17      | 20           | 6            | 10           | 4            | 19           | 17           | 40     | 15     | 17     | 8      | 42     | 34     | +8 |

### Andamento in campionato
| Giornata  | 1 | 2 | 3 | 4 | 5 | 6 | 7  | 8 | 9 | 10 | 11 | 12 | 13 | 14 | 15 | 16 | 17 | 18 | 19 | 20 | 21 | 22 | 23 | 24 | 25 | 26 | 27 | 28 | 29 | 30 | 31 | 32 | 33 | 34 |
| --------- | - | - | - | - | - | - | -- | - | - | -- | -- | -- | -- | -- | -- | -- | -- | -- | -- | -- | -- | -- | -- | -- | -- | -- | -- | -- | -- | -- | -- | -- | -- | -- |
| Luogo     | C | T | T | C | T | C | T  | C | T | C  | T  | C  | T  | C  | T  | C  | T  | T  | C  | C  | T  | C  | T  | C  | T  | C  | T  | C  | T  | C  | T  | C  | T  | C  |
| Risultato | N | V | P | V | N | P | P  | V | N | P  | N  | V  | N  | N  | V  | V  | V  | P  | V  | N  | V  | N  | N  | V  | N  | N  | N  | V  | N  | N  | P  | V  | N  | P  |
| Posizione | 7 | 3 | 7 | 5 | 6 | 8 | 10 | 8 | 8 | 9  | 10 | 7  | 9  | 8  | 7  | 6  | 6  | 6  | 5  | 5  | 5  | 5  | 4  | 4  | 5  | 5  | 5  | 5  | 4  | 5  | 6  | 5  | 5  | 8  |

Legenda:

Luogo: C = Casa; T = Trasferta. Risultato: V = Vittoria; N = Pareggio; P = Sconfitta.